# Нижний танана
Нижний танана (Lower Tanana, Middle Tanana, Tanana) — вымирающий атабаскский язык, на котором говорит народ танана, проживающий на нижней реке Танана, в Минто, Ненана и Фэрбенкс центральной части штата Аляска в США.
Имеет диалекты салча-гудпастерский (вымер в 1993 году), токлатский и чена (вымер в 1976 году). В настоящее время часть народа танана говорит на английском языке.